# Böotischer Kalender
Der Böotische Kalender ist ein griechischer Kalender, der in der mittelgriechischen Landschaft Böotien in Gebrauch war.
Die ältesten Zeugnisse zum böotischen Kalender stammen erst aus dem 3. Jahrhundert v. Chr. Zu dieser Zeit hatte sich der Böotische Bund soweit konsolidiert, dass die verschiedenen böotischen Poleis einen gemeinsamen Kalender benutzten, der demnach auch „Böotischer Bundeskalender“ genannt wird. In der griechischen Antike war es üblich, dass jede eigenständige Polis einen eigenen Kalender nutzte, der auf dem lokalen Festjahr beruhte. Dies betraf vor allem die Benennung der Monate, den Jahresanfang, sowie die Regelungen zur Einschaltung eines Schaltmonats. Da vor dem 3. Jahrhundert v. Chr. keine Quellen vorliegen, bleibt die Annahme verschiedener ursprünglich lokaler Kalender jedoch spekulativ. Als wahrscheinlich gelten die Verschmelzung verschiedener Kalender im Zuge einer sich entwickelnden gemeinsamen Kultpraxis oder die Übernahme des thebanischen Stadtkalenders in ganz Böotien.
Von den zwölf Monatsnamen sind vier nur im Böotischen Kalender bezeugt (Pamboiotios, Prostaterios, Theiluthios und Alalkomenios), die anderen finden sich auch in Kalendern anderer griechischer Landschaften. Insbesondere finden sich Übereinstimmungen mit Kalendern aus Thessalien. Vor allem gilt das für die Achaia Phthiotis, den südlichen Teil Thessaliens, in dem außer dem Boukatios alle anderen Monatsnamen bezeugt sind. Starke Übereinstimmungen finden sich auch in den Kalendern von Malis. Mögliche Erklärungen sind eine vormals bestehende kulturelle Einheit Thessaliens, der Achaia Phthiotis und Böotiens, die einen gemeinsamen Bestand an Festen hatte und in der gleiche Monatsnamen gebildet wurden oder eine kulturell prägende Wanderbewegung von Richtung Thessalien nach Böotien.

## Monatsnamen
Der erste Monat Boukatios entspricht etwa dem attischen Poseideon, im julianischen Kalender der Dezember/Januar.
1. Bukatios (Βουκάτιος)
2. Hermaios (Ἑρμαῖος)
3. Prostaterios (Προστατήριος)
4. Agrionios (Ἀγριώνιος)
5. Thyios (Θυῖος)
6. Homoloios (Ὁμολώιος)
7. Theiluthios (Θειλούθιος)
8. Hippodromios (Ἱπποδρόμιος)
9. Panamos (Πάναμος)
10. Pamboiotios (Παμβοιώτιος)
11. Damatrios (Δαμάτριος)
12. Alalkomenios (Ἀλαλκομένιος)